# David Clauss der Ältere
David Clauss der Ältere (* um 1628 in Lemgo; † 9. August 1696 ebenda) war Scharfrichter in Lippe und wie kaum ein zweiter seines Berufstands mit der Hinrichtung der Opfer aus den Lemgoer Hexenprozessen befasst. Er vollstreckte die Todesstrafe mit dem Schwert, das als „Begnadigung“ galt, denn üblicherweise wurden die Verurteilten auf dem Scheiterhaufen verbrannt.

## Leben
David Clauss der Ältere wurde Ende 1628 oder Anfang 1629 in der Hansestadt Lemgo geboren. Söhnen von Scharfrichtern stand praktisch kein anderer Berufsweg offen und so bildeten sich Scharfrichterdynastien, die über Jahrhunderte immer die gleiche Tätigkeit ausübten. So war es auch bei den Vorfahren von Clauss, die seit 1566 dieses Amt bekleideten. Sein Vater Dietrich Clauss starb früh und seine Mutter Anna Margaretha Struck, eine Scharfrichterstochter aus Höxter, heiratete Henrich Unverzagt, der den Dienst in Lemgo übernahm. 1647 wurde David Claus Scharfrichter in Lemgo und ein Jahr später in der gesamten Grafschaft Lippe. Er heiratete Agnesa Bröcker aus Schüttorf, bei deren Vater er vermutlich in der Lehre gewesen war. Scharfrichter Jürgen Bröcker hatte einen ausgezeichneten Ruf als Chirurg, denn traditionell hatten Scharfrichter gute anatomische Kenntnisse und nutzten diese, um sich durch kleine chirurgische Tätigkeiten einen Nebenverdienst zu sichern.
Vom Grafen zur Lippe kaufte Clauss 1661 ein stattliches Wohnhaus in der Papenstraße und erwarb die Privilegien auf die ungehinderte Ausübung der Chirurgie und auf den Verkauf von Tierhäuten aus der Abdeckerei. Die dafür notwendigen beträchtlichen Mittel stammten offenbar aus dem Vermögen seiner Ehefrau. Dieser Ehe entstammten acht Kinder, vier Söhne und vier Töchter. Nach dem Tod seiner ersten Ehefrau heiratete Clauss 1678 die Scharfrichterstochter Agnesa Gertrud Muth aus Lübbecke, die zweite Ehe blieb jedoch kinderlos.
David Clauss erlebte nicht nur zwei Lemgoer Prozesswellen ab 1653 und ab 1665, sondern auch die Hälfte aller anderen in Lippe geführten Hexenprozesse. Häufig erfuhren Scharfrichter soziale Ausgrenzung, wenn sie als allzu willige Vollstrecker galten. Nicht so im Falle von David Clauss, der es im Laufe seiner fast fünfzigjährigen Dienstzeit als Mensch zu Ansehen und Wertschätzung gebracht hat.
Der Scharfrichter und seine Familie waren in die Nachbarschaft integriert, das gegenseitige Hilfe bei Geburt, Taufe, Heirat, Krankheit und Tod bedeutete. Aus nachbarschaftlichen Beziehungen entsprangen jedoch auch die meisten Verleumdungen und üblen Nachreden über Hexerei und Zauberei, die vor der Tür des Scharfrichters nicht Halt machten. So wurden seine Familienangehörigen Opfer von Schadenzauber und seine Frau als Hexe beschuldigt, was aber ohne Folgen blieb. In der Kirche St. Nicolai erwarb er mehrere Kirchenstühle und beteiligte sich an frommen Stiftungen. Nicht einmal die Angehörigen von Hingerichteten verübelten ihm seine Tätigkeit als Strafvollstrecker. Soziale Ausgrenzung erfuhren allerdings seine Hilfskräfte, die als Abdecker arbeiteten.
David Clauss wurde nachgesagt, dass auch er die Kritik an den Hexenprozesse teilte, von ihm selbst gibt es allerdings keine entsprechenden Aussagen dazu. Spätestens 1673 muss er jedoch bei der Lemgoer Obrigkeit in Ungnade gefallen sein, wie aus Dokumenten hervorgeht. Ob dies durch seine Kritik an der Führung der Hexenprozesse verursacht wurde, ist allerdings unklar. Nach fast fünfzigjähriger Tätigkeit als Scharfrichter, in der er über 100 Verurteilte mit dem Schwert enthauptet hatte, starb er am 9. August 1696 im Alter von 68 Jahren.

## Künstlerische Rezeption
In dem 2011 erschienenen historischen Roman Der Henker von Lemgo ist David Clauss (hier: Claussen) die titelgebende Figur und wird in fiktiv aufbereiteten Bezügen zu anderen Lemgoer Persönlichkeiten seiner Zeit wie Maria Rampendahl und Hermann Cothmann dargestellt.

### Sachbücher
- Karl Meier-Lemgo: Geschichte der Stadt Lemgo. Verlag F.L. Wagener, Lemgo 1952.
- Karl Meier-Lemgo: Hexen, Henker und Tyrannen. Die letzte blutigste Hexenverfolgung in Lemgo 1665–1681. Verlag F.L. Wagener, Lemgo 1949.
- Gisela Wilbertz: Der Nachlaß der Scharfrichterfamilie Clauss/Clausen in Lemgo. In: Silke Urbanski u. a. (Hrsg.): Recht und Alltag im Hanseraum. Gerhard Theuerkauf zum 60. Geburtstag. Deutsches Salzmuseum, Lüneburg 1993, ISBN 3-925476-03-2, (De Sulte 4), S. 439–461.

### Belletristik
- Bettina Szrama: Der Henker von Lemgo: Historischer Roman, Köln 2011, ISBN 978-3-89705-864-4